# Super Bowl XXXVIII
Super Bowl XXXVIII was de 38e editie van de Super Bowl, een Americanfootballwedstrijd tussen de kampioenen van de National Football Conference en de American Football Conference waarin bepaald werd wie de kampioen werd van de National Football League voor het seizoen van 2003. De wedstrijd werd gespeeld op 1 februari 2004 in het Reliant Stadium in Houston. De New England Patriots wonnen de wedstrijd met 32–29 van de Carolina Panthers.
In de rust speelde het "nipplegate"-incident zich af toen Justin Timberlake de borst van Janet Jackson ontblootte, die alleen was bedekt met een tepelhoedje.

## Play-offs
Play-offs gespeeld na het reguliere seizoen.
| Geplaatste teams | Geplaatste teams                    | Geplaatste teams                   |
| Plaats           | AFC                                 | NFC                                |
| ---------------- | ----------------------------------- | ---------------------------------- |
| 1                | New England Patriots (Oost-winnaar) | Philadelphia Eagles (Oost-winnaar) |
| 2                | Kansas City Chiefs (West-winnaar)   | St. Louis Rams (West-winnaar)      |
| 3                | Indianapolis Colts (Zuid-winnaar)   | Carolina Panthers (Zuid-winnaar)   |
| 4                | Baltimore Ravens (Noord-winnaar)    | Green Bay Packers (Noord-winnaar)  |
| 5                | Tennessee Titans                    | Seattle Seahawks                   |
| 6                | Denver Broncos                      | Dallas Cowboys                     |

|  | Wildcard Play-offs              | Wildcard Play-offs              |                                  |                                  | Divisional Play-offs      | Divisional Play-offs      |                         |                         | NFC & AFC Championships | NFC & AFC Championships |  |  | Super Bowl XXXVIII | Super Bowl XXXVIII |
|  |                                 |                                 |                                  |                                  |                           |                           |                         |                         |                         |                         |  |  |                    |                    |
|  | M&T Bank Stadium, 3 jan.        | M&T Bank Stadium, 3 jan.        |                                  |                                  | Gillette Stadium, 10 jan. | Gillette Stadium, 10 jan. |                         |                         |                         |                         |  |  |                    |                    |
|  | M&T Bank Stadium, 3 jan.        | M&T Bank Stadium, 3 jan.        | Gillette Stadium, 18 jan.        |                                  | Gillette Stadium, 10 jan. | Gillette Stadium, 10 jan. |                         |                         |                         |                         |  |  |                    |                    |
|  | M&T Bank Stadium, 3 jan.        | M&T Bank Stadium, 3 jan.        | New England Patriots             | 17                               |                           |                           |                         |                         |                         |                         |  |  |                    |                    |
|  | Baltimore Ravens                | 17                              | New England Patriots             | 17                               |                           |                           |                         |                         |                         |                         |  |  |                    |                    |
|  | Baltimore Ravens                | 17                              |                                  | Tennessee Titans                 | 14                        |                           |                         |                         |                         |                         |  |  |                    |                    |
|  | Tennessee Titans                | 20                              |                                  | Tennessee Titans                 | 14                        | New England Patriots      | 24                      |                         |                         |                         |  |  |                    |                    |
|  | Tennessee Titans                | 20                              | Arrowhead Stadium, 11 jan.       |                                  |                           | New England Patriots      | 24                      |                         |                         |                         |  |  |                    |                    |
|  | RCA Dome, 4 jan.                | RCA Dome, 4 jan.                |                                  | Indianapolis Colts               | 14                        |                           | Reliant Stadium, 1 feb. | Reliant Stadium, 1 feb. |                         |                         |  |  |                    |                    |
|  | RCA Dome, 4 jan.                | RCA Dome, 4 jan.                | Kansas City Chiefs               | Indianapolis Colts               | 14                        | 31                        | Reliant Stadium, 1 feb. | Reliant Stadium, 1 feb. |                         |                         |  |  |                    |                    |
|  | Indianapolis Colts              | 41                              | Kansas City Chiefs               |                                  |                           | 31                        | Reliant Stadium, 1 feb. | Reliant Stadium, 1 feb. |                         |                         |  |  |                    |                    |
|  | Indianapolis Colts              | 41                              |                                  | Indianapolis Colts               | 38                        |                           | Reliant Stadium, 1 feb. | Reliant Stadium, 1 feb. |                         |                         |  |  |                    |                    |
|  | Denver Broncos                  | 10                              |                                  | Indianapolis Colts               | 38                        | New England Patriots      | 32                      |                         |                         |                         |  |  |                    |                    |
|  | Denver Broncos                  | 10                              | Lincoln Financial Field, 11 jan. |                                  |                           | New England Patriots      | 32                      |                         |                         |                         |  |  |                    |                    |
|  | Lambeau Field, 4 jan.           | Lambeau Field, 4 jan.           | Lincoln Financial Field, 18 jan. | Lincoln Financial Field, 18 jan. |                           | Carolina Panthers         | 29                      |                         |                         |                         |  |  |                    |                    |
|  | Lambeau Field, 4 jan.           | Lambeau Field, 4 jan.           | Lincoln Financial Field, 18 jan. | Lincoln Financial Field, 18 jan. | Philadelphia Eagles       | Carolina Panthers         | 29                      | 20*                     |                         |                         |  |  |                    |                    |
|  | Green Bay Packers               | 33*                             | Lincoln Financial Field, 18 jan. | Lincoln Financial Field, 18 jan. | Philadelphia Eagles       |                           |                         | 20*                     |                         |                         |  |  |                    |                    |
|  | Green Bay Packers               | 33*                             | Lincoln Financial Field, 18 jan. | Lincoln Financial Field, 18 jan. |                           | Green Bay Packers         | 17                      |                         |                         |                         |  |  |                    |                    |
|  | Seattle Seahawks                | 27                              |                                  | Philadelphia Eagles              | 3                         | Green Bay Packers         | 17                      |                         |                         |                         |  |  |                    |                    |
|  | Seattle Seahawks                | 27                              | Edward Jones Dome, 10 jan.       | Philadelphia Eagles              | 3                         |                           |                         |                         |                         |                         |  |  |                    |                    |
|  | Bank of America Stadium, 3 jan. | Bank of America Stadium, 3 jan. |                                  | Carolina Panthers                | 14                        |                           |                         |                         |                         |                         |  |  |                    |                    |
|  | Bank of America Stadium, 3 jan. | Bank of America Stadium, 3 jan. | St. Louis Rams                   | Carolina Panthers                | 14                        | 23                        |                         |                         |                         |                         |  |  |                    |                    |
|  | Carolina Panthers               | 29                              | St. Louis Rams                   |                                  |                           | 23                        |                         |                         |                         |                         |  |  |                    |                    |
|  | Carolina Panthers               | 29                              |                                  | Carolina Panthers                | 29*                       |                           |                         |                         |                         |                         |  |  |                    |                    |
|  | Dallas Cowboys                  | 10                              |                                  | Carolina Panthers                | 29*                       |                           |                         |                         |                         |                         |  |  |                    |                    |
|  | Dallas Cowboys                  | 10                              |                                  |                                  |                           |                           |                         |                         |                         |                         |  |  |                    |                    |

* Na verlenging.